# Kvalifikace na Mistrovství Evropy ve fotbale hráčů do 21 let 2013 – skupina 1
Skupiny 1 kvalifikace na Mistrovství Evropy ve fotbale hráčů do 21 let 2013 se účastnilo 6 týmů. Vítěz skupiny a druhý tým (za předpokladu, že se umístil mezi čtveřicí nejlepší týmů na druhých místech) postoupili do baráže.

## Tabulka
| Tým                 | Z  | V | R | P | GV | GI | +/- | B  |
| ------------------- | -- | - | - | - | -- | -- | --- | -- |
| Německo             | 10 | 9 | 1 | 0 | 39 | 9  | +30 | 28 |
| Bosna a Hercegovina | 10 | 6 | 2 | 2 | 25 | 12 | +13 | 20 |
| Řecko               | 10 | 4 | 1 | 5 | 14 | 15 | -1  | 13 |
| Bělorusko           | 10 | 4 | 1 | 5 | 11 | 17 | -6  | 13 |
| Kypr                | 10 | 4 | 0 | 6 | 16 | 20 | -4  | 12 |
| San Marino          | 10 | 0 | 1 | 9 | 2  | 34 | -32 | 1  |

## Výsledky a rozlosování
| 29. března 2011 15:00                                                 |        |            |                                                      |
| Kypr                                                                  | 6 – 0  | San Marino | GSP Stadium, Nikósie rozhodčí: Davit Kharitonashvili |
| Dimosthenous 6' Demetriou 28' Michael 53', 76', 85' (pen.) Sielis 70' | Report |            | GSP Stadium, Nikósie rozhodčí: Davit Kharitonashvili |

| 1. června 2011 20:30 |        |                                 |                                                 |
| San Marino           | 0 – 3  | Bosna a Hercegovina             | Stadio Olimpico, Serravalle rozhodčí: Eiko Saar |
|                      | Report | Bilbija 18' Stevanović 38', 75' | Stadio Olimpico, Serravalle rozhodčí: Eiko Saar |

| 9. srpna 2011 20:15                   |        |             |                                                    |
| Německo                               | 4 – 1  | Kypr        | Wildparkstadion, Karlsruhe rozhodčí: Antti Munukka |
| Holtby 9', 36' Didavi 66' Draxler 75' | Report | Mitidis 39' | Wildparkstadion, Karlsruhe rozhodčí: Antti Munukka |

| 10. srpna 2011 18:30                |        |                                            |                                                    |
| Řecko                               | 2 – 3  | Bělorusko                                  | Zosimades Stadium, Ioánnina rozhodčí: Paolo Valeri |
| Potouridis 38' (pen.) Fortounis 87' | Report | Khlebosolov 13', 90+4' (pen.) Patotski 18' | Zosimades Stadium, Ioánnina rozhodčí: Paolo Valeri |

| 1. září 2011 17:45                                                       |        |            |                                                           |
| Německo                                                                  | 7 – 0  | San Marino | Energieteam Arena, Paderborn rozhodčí: Thorvaldur Árnason |
| Lasogga 2', 43' Holtby 41' Mlapa 47' Ginczek 63' Esswein 66' Beister 74' | Report |            | Energieteam Arena, Paderborn rozhodčí: Thorvaldur Árnason |

| 2. září 2011 16:30 |        |                     |                                                     |
| Bělorusko          | 1 – 1  | Bosna a Hercegovina | Gorodskoy Stadion, Borysov rozhodčí: Oliver Drachta |
| Kuzmyanok 16'      | Report | Višća 14'           | Gorodskoy Stadion, Borysov rozhodčí: Oliver Drachta |

| 2. září 2011 18:00 |        |                                    |                                            |
| Kypr               | 0 – 2  | Řecko                              | Dasaki Stadium, Akhna rozhodčí: Alan Black |
|                    | Report | Economides 58' (vl.) Vellios 90+3' | Dasaki Stadium, Akhna rozhodčí: Alan Black |

| 6. září 2011 18:15 |        |             |                                                          |
| Bělorusko          | 0 – 1  | Německo     | Gorodskoy Stadion, Borysov rozhodčí: Antonio Mateu Lahoz |
|                    | Report | Esswein 29' | Gorodskoy Stadion, Borysov rozhodčí: Antonio Mateu Lahoz |

| 6. září 2011 17:00 |        |            |                                                         |
| Řecko              | 2 – 0  | San Marino | Peristeri Stadium, Athény rozhodčí: Vadims Direktorenko |
| Mavrias 24', 62'   | Report |            | Peristeri Stadium, Athény rozhodčí: Vadims Direktorenko |

| 6. září 2011 20:00               |        |                     |                                               |
| Německo                          | 3 – 0  | Bosna a Hercegovina | Sportpark, Ingolstadt rozhodčí: Anar Salmanov |
| Mlapa 20' Neumann 40' Holtby 88' | Report |                     | Sportpark, Ingolstadt rozhodčí: Anar Salmanov |

| 7. září 2011 14:30 |        |                                                     |                                                            |
| Kypr               | 1 – 3  | Bělorusko                                           | Ammochostos Stadium, Larnaka rozhodčí: Dimitar Meckarovski |
| Mitidis 15'        | Report | Christofides 26' (vl.) Patotski 41' Khlebosolov 88' | Ammochostos Stadium, Larnaka rozhodčí: Dimitar Meckarovski |

| 10. září 2011 20:15 |        |                                                                          |                                                        |
| San Marino          | 0 – 8  | Německo                                                                  | Stadio Olimpico, Serravalle rozhodčí: Veaceslav Banari |
|                     | Report | Mlapa 3', 5', 30' Leitner 20' Beister 45+1' Esswein 58', 76' Ginczek 74' | Stadio Olimpico, Serravalle rozhodčí: Veaceslav Banari |

| 11. září 2011 17:00                                                         |        |                     |                                                 |
| Bosna a Hercegovina                                                         | 5 – 1  | Kypr                | Bilino Polje, Zenica rozhodčí: Christof Dierick |
| Višća 4' (pen.) Bilbija 18' Zakarić 25' Antoniades 41' (vl.) Stevanović 68' | Report | Pittaras 56' (pen.) | Bilino Polje, Zenica rozhodčí: Christof Dierick |

| 11. září 2011 18:00 |        |                                               |                                                    |
| Bělorusko           | 1 – 3  | Řecko                                         | Gorodskoy Stadion, Borysov rozhodčí: Artyom Kuchin |
| Patotski 40'        | Report | Lebedzew 56' (vl.) Potouridis 67' Vellios 68' | Gorodskoy Stadion, Borysov rozhodčí: Artyom Kuchin |

| 11. listopadu 2011 17:45                          |        |                                              |                                                          |
| Řecko                                             | 4 – 5  | Německo                                      | Asteras Tripolis Stadium, Tripoli rozhodčí: Ruddy Buquet |
| Petsos 22', 62' Fortounis 45+3' Vlachodimos 90+3' | Report | Mlapa 28', 45+1', 90+5' Esswein 56' Bell 87' | Asteras Tripolis Stadium, Tripoli rozhodčí: Ruddy Buquet |

| 11. listopadu 2011 20:30 |        |                                  |                                                     |
| San Marino               | 0 – 2  | Bělorusko                        | Stadio Olimpico, Serravalle rozhodčí: Suren Baliyan |
|                          | Report | Khlebosolov 34' (pen.) Kuhan 54' | Stadio Olimpico, Serravalle rozhodčí: Suren Baliyan |

| 11. listopadu 2011 13:30      |        |                     |                                                    |
| Kypr                          | 2 – 1  | Bosna a Hercegovina | Dasaki Stadium, Akhna rozhodčí: Yuriy Mozharovskyy |
| Mitidis 66' Brekalo 89' (vl.) | Report | Stevanović 47'      | Dasaki Stadium, Akhna rozhodčí: Yuriy Mozharovskyy |

| 11. listopadu 2011 16:00 |        |                     |                                                           |
| Řecko                    | 0 – 1  | Bosna a Hercegovina | Asteras Tripolis Stadium, Tripoli rozhodčí: Radek Příhoda |
|                          | Report | Višća 67'           | Asteras Tripolis Stadium, Tripoli rozhodčí: Radek Příhoda |

| 11. listopadu 2011 17:45 |        |                                      |                                                     |
| Kypr                     | 0 – 3  | Německo                              | Paralimni Stadium, Paralimni rozhodčí: David Mckeon |
|                          | Report | Lasogga 19' Gündoğan 72' Beister 90' | Paralimni Stadium, Paralimni rozhodčí: David Mckeon |

| 29. února 2012 18:15 |        |       |                                                  |
| Německo              | 1 – 0  | Řecko | Erdgas Sportpark, Halle rozhodčí: Danny Makkelie |
| Funk 45+1'           | Report |       | Erdgas Sportpark, Halle rozhodčí: Danny Makkelie |

| 29. února 2012 20:30 |        |                             |                                                   |
| San Marino           | 1 – 2  | Kypr                        | Stadio Olimpico, Serravalle rozhodčí: Enea Jorgji |
| Battistini 48'       | Report | Killas 42' Alkiviadou 90+4' | Stadio Olimpico, Serravalle rozhodčí: Enea Jorgji |

| 1. června 2012 20:00              |        |           |                                                        |
| Bosna a Hercegovina               | 3 – 0  | Bělorusko | Stadion Grbavica, Sarajevo rozhodčí: Ken Henry Johnsen |
| Bilbija 52', 76' (pen.) Đurić 90' | Report |           | Stadion Grbavica, Sarajevo rozhodčí: Ken Henry Johnsen |

| 1. června 2012 20:30 |        |       |                                                         |
| San Marino           | 0 – 0  | Řecko | Stadio Olimpico, Serravalle rozhodčí: Aleksander Gauzer |
|                      | Report |       | Stadio Olimpico, Serravalle rozhodčí: Aleksander Gauzer |

| 6. června 2012 17:00              |        |                |                                                                 |
| Bosna a Hercegovina               | 3 – 1  | San Marino     | Asim Ferhatović Hase Stadium, Sarajevo rozhodčí: Clayton Pisani |
| Bešić 4' Đurić 54' Stevanović 75' | Report | Battistini 56' | Asim Ferhatović Hase Stadium, Sarajevo rozhodčí: Clayton Pisani |

| 15. srpna 2012 17:00 |        |                                              |                                                       |
| Bělorusko            | 0 – 3  | Kypr                                         | Dinamo-Yuni Stadium, Minsk rozhodčí: Adrien Jaccottet |
|                      | Report | Englezou 13' Mitidis 50' Kurlovich 73' (vl.) | Dinamo-Yuni Stadium, Minsk rozhodčí: Adrien Jaccottet |

| 7. září 2012 18:00                        |        |           |                                                   |
| Německo                                   | 3 – 0  | Bělorusko | Ostseestadion, Rostock rozhodčí: Miroslav Zelinka |
| Beister 58' Leitner 64' (pen.) Polter 75' | Report |           | Ostseestadion, Rostock rozhodčí: Miroslav Zelinka |

| 7. září 2012 17:00                  |        |       |                                                                |
| Bosna a Hercegovina                 | 4 – 0  | Řecko | Asim Ferhatović Hase Stadium, Sarajevo rozhodčí: István Kovács |
| Bilbija 8', 11' Bešić 15' Đurić 16' | Report |       | Asim Ferhatović Hase Stadium, Sarajevo rozhodčí: István Kovács |

| 10. září 2012 17:00 |        |            |                                                         |
| Bělorusko           | 1 – 0  | San Marino | Gorodskoj Stadion, Baryšov rozhodčí: Georgi Vadachkoria |
| Anjukevič 79'       | Report |            | Gorodskoj Stadion, Baryšov rozhodčí: Georgi Vadachkoria |

| 10. září 2012 17:00 |        |      |                                                   |
| Řecko               | 1 – 0  | Kypr | Peristeri Stadium, Athény rozhodčí: Ognjen Valjić |
| Potouridis 64'      | Report |      | Peristeri Stadium, Athény rozhodčí: Ognjen Valjić |

| 10. září 2012 17:00              |        |                                           |                                                                |
| Bosna a Hercegovina              | 4 – 4  | Německo                                   | Asim Ferhatović Hase Stadium, Sarajevo rozhodčí: Aleksej Eskov |
| Đurić 11', 23', 38' Grahovac 74' | Report | Kirchhoff 21' Polter 59', 87' Leitner 65' | Asim Ferhatović Hase Stadium, Sarajevo rozhodčí: Aleksej Eskov |